# Híres kecskemétiek listája

## A város híres szülöttei

### Történelmi személyiségek
- Gáspár András (1804–1884) honvéd tábornok;
- Darányi Ignác (1811. március 11.–1877. június 11.) ügyvéd és jószágigazgató, a budapesti református egyháztanács és az Országos Magyar Gazdasági Egyesület igazgatósági választmányi tagja
- Ferenczy Ida (1839. április 7.–1928. június 28.), Erzsébet királyné bizalmasa és felolvasónője;
- Kada Elek (1852–1913) író, polgármester, városfejlesztő
- Zombory Géza (1872–1958) honvédhuszár tábornok
- Szabó Iván (1874–1953) ügyvéd, bankigazgató, országgyűlési képviselő, felsőházi tag
- Vágó Béla (1881. augusztus 9.–1939) kommunista politikus
- Francia Kiss Mihály (1887–1957), a Rongyos Gárda parancsnoka
- Révész László (1889–1965) magyar járásbíró, ügyvéd, kisgazda politikus, országgyűlési képviselő
- Héjjas Iván (1890–1950) szélsőséges politikus, a Rongyos Gárda parancsnoka
- Beretvás István (1892–?) gazdálkodó, kormányfőtanácsos, országgyűlési képviselő
- Nagy Iván (1893–?) ügyvéd, tiszteletbeli vármegyei tiszti főügyész, országgyűlési képviselő
- id. dr. Karácsonyi István (1921–1996) 1956-os rabszabadító főügyészhelyettes

### Tudósok
- Ballagi Aladár (1853–1928) történész
- Bodócs István (1887. június 6.–1965. január 23.) fizikus, meteorológus
- Braun Soma (1890. február 13. – 1942) tanár, szociológus, műfordító, a szociáldemokrata munkásmozgalom teoretikusa.
- Dékány Mihály (1848–1909) jogász, minisztériumi osztálytanácsos
- Gárdi Jenő, születési és 1901-ig használt nevén Günsberger Jenő (1886. december 28. – 1944 vége) orvos.
- Hornyik János (1812–1885) történetíró, az MTA tagja
- Horváth Cirill József (1804. október 17. – 1884. november 5.) filozófus, író, egyetemi tanár, az MTA tagja
- Hugelmann Károly (1844. október 6. – 1930. május 25.) jogász, statisztikus és történész
- Kecskeméti Ármin (1874. április 21. – Strasshof, 1944. július 15.) magyar rabbi, irodalomtörténész, történész, egyetemi tanár, Kecskeméti Lipót főrabbi testvére.
- Kecskeméti Lipót (1865. – 1936. június 8.) rendkívül nagy tudású rabbi, zsidó irodalomtörténész, bibliakutató, Kecskeméti Ármin főrabbi testvére.
- Kocsis Pál (1884. december 1. – 1967. február 24.) szőlőnemesítő.
- Lakatos Ferenc Ottó (1865. április 6. – Arad, 1942. május 25.) erdélyi minorita rendfőnök, Arad plébánosa, egyházi író.
- Leindler László (1935. október 1. –) matematikus, az MTA tagja
- Moshe Sanbar (1926–2012) közgazdász
- Székely Sándor (1913–1991) fül-orr-gégész, tisztiorvos, orvostörténész, az orvostudományok kandidátusa (1966).
- Teres Ágoston (1931–2007) pap, csillagász
- Wagner Richárd (1905. március 21. – 1972. április 1.) geográfus, klimatológus, egyetemi tanár
- Willer József (1905–1944) szótárszerkesztő

### Művészek
- Áron László (1945–) színész
- Balog Brigitta (1990. október 31.–) énekesnő
- Bata Éva (1987–) színésznő
- Bay Éva (1952–) televíziós bemondó, műsorvezető
- Bende Ildikó (1943–) Aase-díjas magyar színésznő, a Győri Nemzeti Színház örökös tagja
- Benedek Árpád (1925–2008) Jászai Mari-díjas színész, rendező, műfordító, érdemes művész
- Bihal Roland (1988. január 26.–) 2012-ben a Megasztár 6 döntőse 2009-2011 között a No Thanx zenekar énekese, tanulmányait a Kecskeméti Főiskola GAMF Karán fejezte be.
- Bölcs István (1935–2023) Balázs Béla-díjas újságíró, tanár, filmesztéta
- Bozsek Márk (1988. május 30.–) a Barátok közt című sorozat színésze
- Bozsó János (1922–1998) festőművész
- Czakó Klára (1948–2014) színésznő
- Czitor Attila (1982–) színész
- Dömötör Zsuzsa (1954–) karmester, karvezető[1]
- Dúl Antal (1945–2018) teológus, könyvtáros, könyvkiadó, a Hamvas Béla-életmű ismerője, interpretátora.
- Fáy Flóra (1884–1929) színésznő
- Fazekas Lajos (1939–) Balázs Béla-díjas filmrendező, operatőr
- Fekete Gábor (1993–) színész
- Fekete József (1854–1928) író, újságíró
- feLugossy László (Batu Kármen) (1947–) Munkácsy-díjas festő, performer, színész, rendező, író, forgatókönyvíró, énekes
- Fényes Adolf (1867–1945) festőművész
- Forgács Rózsi, született Fischer Rózsa (1889 – 1944) magyar színésznő, színházigazgató.
- Györgyi Anna (1967–) színésznő
- Katona József (1791–1830) drámaíró, a Bánk Bán szerzője
- Kelemen László (1760–1814), az első magyar hivatásos színtársulat vezetője
- Kerekes Ferenc (1948–2001) szobrászművész
- Kocsis Tibor (1981. szeptember 1.) magyar énekes, az X-Faktor 2011-es győztese
- Kodály Zoltán (1882–1967) háromszoros Kossuth-díjas zeneszerző és zenepedagógus
- Komonyi Zsuzsi (1982. július 21. –) énekesnő, színésznő
- Korb Flóris (1860–1930) építész
- Kormos Z. Zsolt (1967–) énekes, gitáros, dalszerző, szövegíró, a Kortársak frontembere
- Kőházy Ferenc, FankaDeli (1983–) underground zenei előadó
- Latabár Kálmán (1902–1970) színész, táncos-komikus
- Mezei Mária (1909–1983) színésznő
- Mohácsi Norbert (1984. június 4. –) színész
- Moór Emánuel (1863. február 19. – 1931. október 20.) zeneszerző, feltaláló
- Nagy Adrienn, Adri (1988. január 20.) énekes, színész, a Jóban Rosszban sorozat szereplője
- Orosz István (1951. október 24.) grafikusművész, animációsfilm-rendező.
- Piros Ildikó (1947–) Kossuth-díjas színésznő
- Polyák Ferenc (1954–) fafaragó, a Népművészet Mestere
- Ripka Kálmán (1994. június 26.) színész, a Jóban Rosszban sorozat szereplője
- Szabó Máté (1981. augusztus 12.) színész, szinkronszínész, énekes és a TV2 műsorvezetője
- Szegezdi Róbert (1967. június 18.) színész
- Szomor Máté (1758–1810) színész, az első magyar hivatásos színtársulat tagja
- Tabák Lajos (1904. február 28. – 2007. november 20.) fotográfus
- Varga Zsuzsa (1976. december 9. –), 2002 előtt a Vénusz együttes énekese, később szólóénekes

### Sportolók
- Babos Ágnes (1944–) világbajnok kézilabdázó, edző
- Balzsay Károly (1979. július 23. –) ökölvívó, a WBO volt világbajnoka
- Bóbis Gyula (1909–1972) olimpiai bajnok birkózó
- Boronkay Péter (1981–) kétszeres világbajnok paratriatlonista
- Fazekas Nándor (1976 –) kézilabdázó, olimpikon
- Földházi Dávid (1995 –) úszó, olimpikon
- Földi Imre (1938–2017) olimpiai bajnok súlyemelő
- Kardos Ernő (1954–2000) válogatott labdarúgó
- Kókány Regina (1995. január 5.–) labdarúgó, hátvéd, az MTK Hungária FC labdarúgója
- Németh Árpád (1940–) vívóedző
- Orbán Nándor (1873–1963) öttusázó
- Polyák Imre (1932–2010) olimpiai bajnok birkózó, a Nemzet Sportolója
- Tóth László (1895–1964) újságíró, sakkszakember, polgármester

## Jeles polgárai

### Történelmi személyiségek
- Klapka György honvédtábornok
- Molnár Erik jogász, történész, politikus
- Nagy Mihály (1860–1918) ügyvéd, főispán, országgyűlési képviselő
- Reile Géza városvezető

### A természet-, és társadalomtudományok jeles személyei
- Beke József nyelvész
- Gila János népművelés-történész
- Józsa Krisztián oktatáskutató
- Fórián-Szabó Zoltán piarista szerzetes, fizika-kémia szakos tanár, plébános
- Hajnóczy Iván irodalomtörténész, Katona József-kutató
- Hanusz István természettudományi szakíró
- Heltai Nándor nyomdász, népművelő, újságíró, helytörténész
- Henkey Gyula antropológus
- Hanga István órás, múzeumalapító
- Kálmán Lajos néprajzgyűjtő
- Kiss Árpád genetikus
- Kovács Zoltán okleveles német nyelvtanár
- Kunszabó Ferenc író, szociográfus
- Leskowsky Albert hangszergyűjtő, múzeumvezető
- Magyari Béla tartalék űrhajós
- Mathiász János növénynemesítő
- Mészöly Gyula növénynemesítő
- Nemesszeghyné Szentkirályi Márta zenepedagógus, a Kodály-iskola alapítója
- Orosz László tanár, irodalomtörténész 1948-tól
- Szabó Kálmán néprajztudós
- Szekér Endre nyelvész, kritikus
- Szilády Károly nyomdász, könyvkiadó
- Varga Mihály író, újságíró, szerkesztő 1950-től
- Zám Tibor író, szociográfus

### Művészek
- Bahget Iskander fotóművész
- Buda Ferenc költő
- Dobozi Eszter zenepedagógus, költő
- Éliás Tibor énekes, zeneszerző, szövegíró
- Farkas Gábor Ybl-díjas főépítész
- Hajnal József költő, szerkesztő
- Horváth Mihály püspök, író
- Iványi-Grünwald Béla festőművész
- Jókai Mór író (1842–1844 között élt a városban)
- Kecskeméti Vég Mihály 16. századi zsoltárszerző
- Kerényi József Ybl-díjas főépítész
- Korda Vince díszlettervező
- Mátyási József költő
- Melocco Miklós szobrászművész
- Mihályi István trombitás, zenész
- Petőfi Sándor költő (1828–1830 között élt a városban)
- Pintér Lajos költő, szerkesztő
- Prohászka József festőművész
- Radó Vilmos színigazgató
- Sántha György költő
- Ulrich Gábor (1967–) Balázs Béla-díj-as filmrendező, képzőművész
- Vásárhelyi Zoltán karnagy

### Sportolók
- Gyimesi Zoltán sakkozó, sakkedző és nemzetközi nagymester
- Korsós Dorina válogatott kézilabdázó
- Máday Norbert harcművész
- Majoros István (1974. július 11. –) kötöttfogású olimpiai bajnok 2004-ben
- Messzi István súlyemelő
- Héjjas Valéria válogatott röplabdázó (1980-)[2]
- Törös Olga (1914 – 2015) olimpiai bronzérmes tornász, edző, testnevelő tanár

## Díszpolgárai
Kecskemét városának díszpolgárai:
- 1856 Pajor Titusz főbíró
- 1857 Rózsahegyi István, Paulini Vilmos, Bach Sándor, Hauer István, Grüne Károly, Kempen János, Augusz Antal
- 1870 Andrássy Gyula, Deák Ferenc, Eötvös József, Horvát Boldizsár
- 1876 Tisza Kálmán, Péchy Tamás
- 1884 Miklós Gyula
- 1890 Szapáry István
- 1893 Jókai Mór
- 1900 Beniczky Ferenc, Darányi Ignác
- 1911 Nemes Marcell
- 1917 Ráday Gedeon
- 1920 Dömötör Sándor
- 1921 Apponyi Albert
- 1926 Bethlen István
- 1927 Dr. Zsitvay Tibor, dr. Pekár Gyula
- 1928 Klebelsberg Kuno vallás- és közoktatásügyi miniszter
- 1947 Kodály Zoltán
- 1967 Andrej Ignatyejevics Kovtum
- 1974 Rózsa János
- 1979 Dr. Szegedi Sándor
- 1984 Nyers Rezső politikus
- 1987 Fehér Sándor, a városi tanács elnökhelyettese
- 1988 Josef von Ferenczy
- 1993 Dr. Kálmán Lajos népzenekutató, Radó Vilmos színházigazgató
- 1994 Dr. Orosz László irodalomtörténész, dr. Dömötör Endre orvosprofesszor
- 1997 Bozsó János festőművész
- 1998 Gömöri Ferenc vendéglátóipari vállalkozó
- 1999 Dr. Szekér Endre irodalomtörténész
- 2000 Szarka Balázs
- 2001 Dr. Ruppert József paptanár
- 2002 Dr. Svébis Mihály orvos-igazgató
- 2003 Dr. Iványosi Szabó Tibor levéltári igazgató
- 2004 Sántha György költő (posztumusz), Majoros István olimpiai bajnok birkózó
- 2007 Farkas Gábor, az Európa Jövője Egyesület elnöke